# Referenzstation

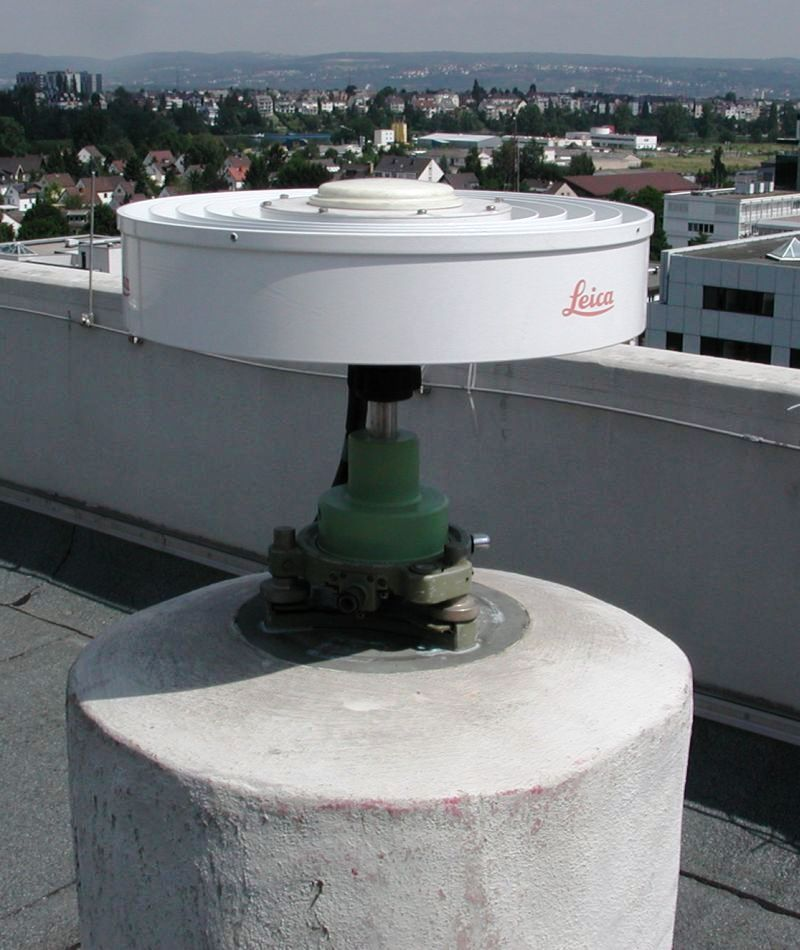
DGPS-Referenzstation

Als Referenzstation wird eine Bodenstation für Astro- oder Satellitenortungen bezeichnet, deren Lage genauestens bekannt ist.
Wird dort mit dem vor Ort üblichen Messverfahren die Position bestimmt, so gibt die Differenz zum Sollwert jenen Fehler an, der zu dieser bestimmten Zeit auftritt. Wenn man die Differenz als Korrekturwert an den unterwegs befindlichen Messinstrumenten anbringt, lässt sich der Positionsfehler merklich reduzieren.
In der Astrogeodäsie (Breiten- und Längenbestimmung) geht es hauptsächlich um die Fehler des Zeitsystems und um die unvermeidlichen persönlichen bzw. instrumentellen Fehlerquellen (Zeit- und Zielfehler, Temperatur etc.). Sie werden unter dem Begriff "Persönliche Gleichung" zusammengefasst und an alle Ergebnisse der jeweiligen Beobachter-Instrument-Kombination angebracht.
Beim Global Positioning System arbeitet man hingegen mit Funk-Korrekturdaten, die DGPS-Daten genannt werden. Wie oben, werden die momentanen Abweichungen zur Soll-Position der Referenzstation festgestellt und ihre Anteile jedem einzelnen der GPS-Satelliten zugeordnet. Mittels Funk können die DGPS-Empfänger die Korrekturdaten empfangen und so ihre Positionsgenauigkeit von etwa ±10m auf Dezimetergenauigkeit verbessern.